# Вулиця Клепарівська
Вулиця Клепа́рівська — вулиця у Шевченківському районі Львова, в місцевості Клепарів, що сполучає вулиці Шевченка та Єрошенка, утворюючи перехрестя з вулицею Раппопорта, Броварною та Кортумівкою. Прилучаються вулиці Батуринська, Золота, Пстрака, Академіка Кучера. На початку вулиці проходить схилом Гора Страт.

## Назви
- 1825–1871 роки — Клепароверґассе, бо вела до місцевості Клепарів.
- 1871–1943 роки — Клєпаровська, на честь місцевості Клепарів.
- 1943–1944 роки — Кльопперґофґассе.
- липень 1944–1955 роки — Клепарівська, повернена передвоєнна назва.
- 1955—1990 роки — Кузнецова, на честь Миколи Кузнєцова, радянського диверсанта-розвідника часів другої світової війни.
- 1990 року — Клепарівська, вулиці повернена історична назва[4].

## Забудова
У забудові вулиці Клепарівської переважають архітектурні стилі — класицизм, модерн, конструктивізм 1930-х і 1980-х років. Декілька будинків є пам'ятками архітектури місцевого значення.
№ 7, 7а — спарені будинки у стилі геометричного модерну, збудовані у 1911 році для братів Шварцвальд за проєктом архітектора Юзефа Пйонтковського. Будинки внесені до Реєстру пам'яток архітектури місцевого значення під охоронними № 1610-м, 1611-м.
№ 11 — будинок споруджений 1938 року архітектором Юзефом Торном для потреб єврейської купецької гімназії. З приходом радянської влади у 1939 році тут відкрився технікум радянської кооперативної торгівлі. Під час війни містився німецький військовий шпиталь, згодом радянська військова частина. Діяльність навчального закладу була відновлена 1944 року. У березні 1999 року технікум перейменований на Львівський кооперативний коледж економіки і права і під цією назвою існує дотепер.
№ 11а — будинок внесений до Реєстру пам'яток архітектури місцевого значення під охоронним № 121-м.
№ 15 — будинок споруджений у 1891—1896 роках за проєктом архітектора Юліуша Гохберґера. До 1939 року тут містився притулок для бідних фундації Брата Альберта. У 1950-х роках — гуртожиток № 1 Львівського лісотехнічного інституту.
№ 18 — до 1939 року — Львівське акціонерне товариство броварів і фабрика штучного льоду, в радянський час — Львівський пивзавод, з 1960-х років — виробниче обʼєднання пивобезалкогольної промисловості «Колос», нині — Львівська пивоварня. Тут же відкрито Музей пивоваріння. Машинна зала та будинок адміністрації збудовані проєктно-будівельною фірмою Едмунда Жиховича у 1912 році.
№ 20 — будівля військової прокуратури Західного регіону України.
№ 22, 24 — комплекс колишніх військових казарм, споруджених за проєктом архітекторів Альфред Каменобродський та Наполеон Лущкевич. Нині в одній з них розташований Личаківсько-Залізничний об'єднаний районний військовий комісаріат (вхід з вулиці Ветеранів). Будинок № 24 внесений до Реєстру пам'яток архітектури місцевого значення під № 2122-м.
№ 30 — будівля готелю «Власта», споруджений у 1980—1982 роках як готель «Росія» з вбудовано-прибудованим двоповерховим рестораном. Архітектори Олександр Гукович, Алла Симбірцева, Л. Зайцев.
№ 30а — Військовий храм Стрітення Господнього, зведений зусиллями воїнів Львівської міської організації ветеранів Афганістану-учасників АТО, інших локальних військ та душпастирів Центру Військового Капеланства Львівської архиєпархії УГКЦ в пам'ять полеглим в Афганістані, під час Революції гідності та війні на Сході України у 2015—2017 роках. Поряд розташовано пам'ятник «Громадянам Львівщини (воїнам-афганцям), полеглим у війні в Афганістані 1979—1989 рр.».
№ 35 — Львівський державний університет безпеки життєдіяльності. У дворі будинку розташована церква Покрови Пресвятої Богородиці, що належить Православній церкві України. Початково — австрійський Будинок військових інвалідів, зведений у 1855—1863 роках за проєктом Феофіла ван Гансена, діяв у 1863—1918 роках. До другої світової війни тут був військовий шпиталь. У 1939—1941 і 1944—1954 роках тут був розквартирований 233-й полк НКВС. 1954 року сюди переведено Київське пожежно-технічне училище, згодом перейменоване на Львівське пожежно-технічне училище. До 1974 року співіснувало із військовою частиною № 7480 і батальйоном міліції. У комплексі з будинком у подвір'ї збудовано каплицю із елементами романського і візантійського стилів. Після другої світової війни храм використовували як речовий склад. Багате скульптурне оздоблення будинку і каплиці, виконане скульпторами Ципріаном Годебським і Абелем Марією Пер'є, починаючи з ранніх радянських часів планомірно знищувалось. Нищення набувало форм відвертого вандалізму. 11 жовтня 1998 року каплицю наново освячено. Будинок внесений до Реєстру пам'яток архітектури місцевого значення під охоронним № 1280-м. 
З нагоди 25-ліття Чорнобильської трагедії на території Львівського державного університету безпеки життєдіяльності 25 квітня 2011 року відкрили пам'ятний знак Героям-ліквідаторам аварії на ЧАЕС. Авторами пам'ятного знаку є скульптори Василь Заляско і Віталій Люта, архітектор — Людмила Глуховецька та коваль Микола Атаманчук. Вартість пам'ятника 150 тис. грн. Кошти на нього надали працівники університету, ветерани, випускники вишу різних років.
№ 39а — спортивний комплекс СКА. Комплекс виник на основі спортивних будівель 26-го піхотного полку, які з’явилися тут у 1931 році. До нього належали стадіон, басейн проєкту архітектора Тадея Яроша (1931), казарми та конюшні, інші допоміжні приміщення. У 1949 році реконструйований стадіон став домашньою ареною футбольної команди СКА (Львів), яка проіснувала до 1989 року, потім — ФК «Динамо» (Львів), що також припинив своє існування на початку 1990-х років. Крім того, за радянських часів, тут регулярно проводилися змагання зі спідвею (Чемпіонати СРСР та Європи), боксу, а також плавання та водного поло серед львівських клубів.
Наприкінці 1970-х — на початку 1980-х років комплекс реконструйовано за проєктом архітектора Олександра Гуковича, інженерні розрахунки будівельних конструкцій виконали Володимир Крюков  та Л. Зайцев. Тоді були реконструйовані наявні давніші спортивні об'єкти — стадіон «Білий орел» та відкритий 25-метровий басейн, а також побудовані нові об'єкти: критий басейн, групи приміщень для стрільби, багатоборства, кінного спорту та велотрек. Будівництво велотреку було розпочато у 1976 році, а 1980 року трек здано в експлуатацію. У 1983 році автори проєкту та група будівельників, які споруджували спорткомплекс, були нагороджені Державною премією Ради Міністрів СРСР. На часі реконструкції стадіону «Україна» у 1999 році, на стадіоні СКА домашні матчі проводив основний склад ФК «Карпати». Нині у межах комплексу влаштовано домашній стадіон спідвейного клубу «СКА-Фаворит» і молодіжної команди ФК «Карпати».

## Світлини

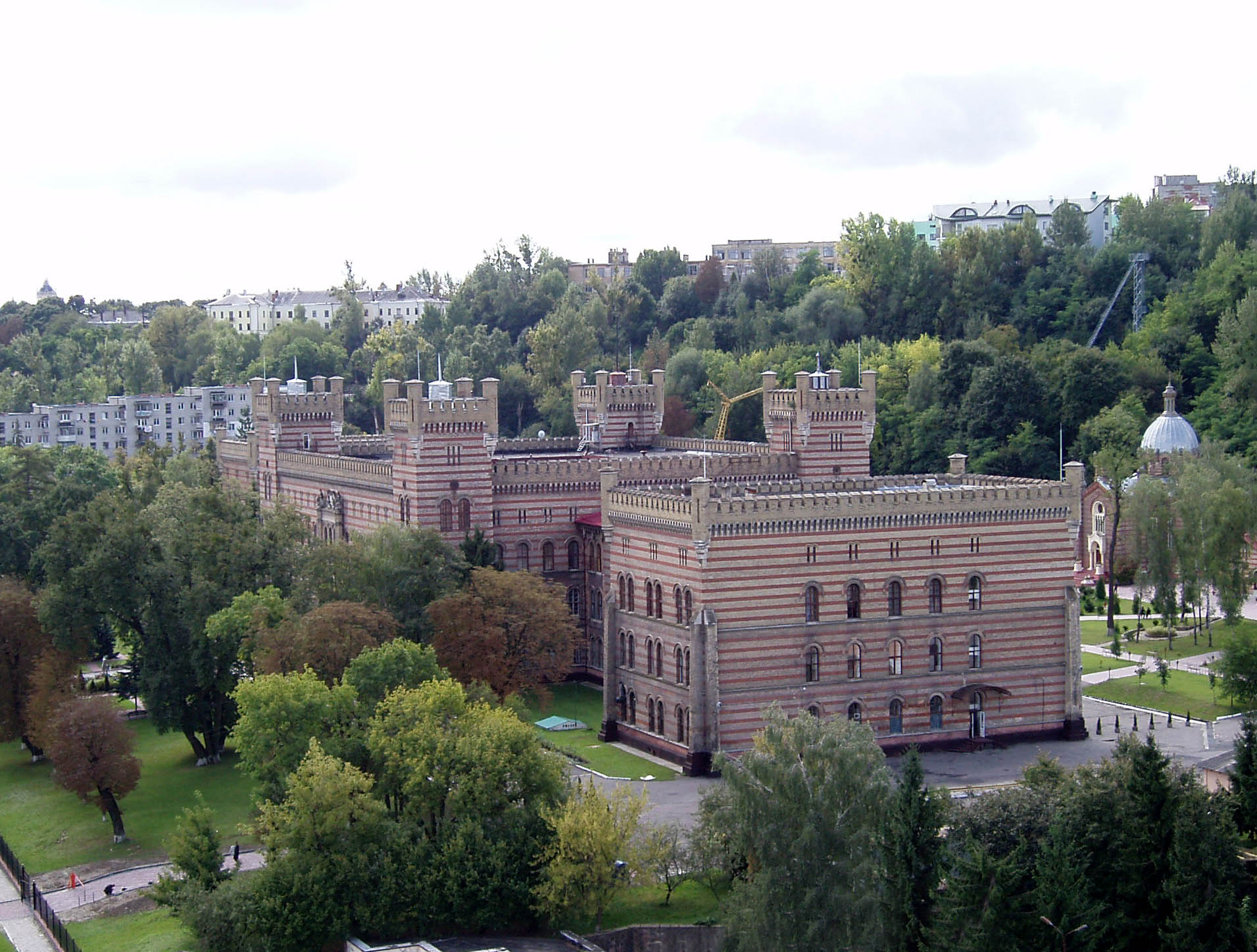
Львівський державний університет безпеки життєдіяльності
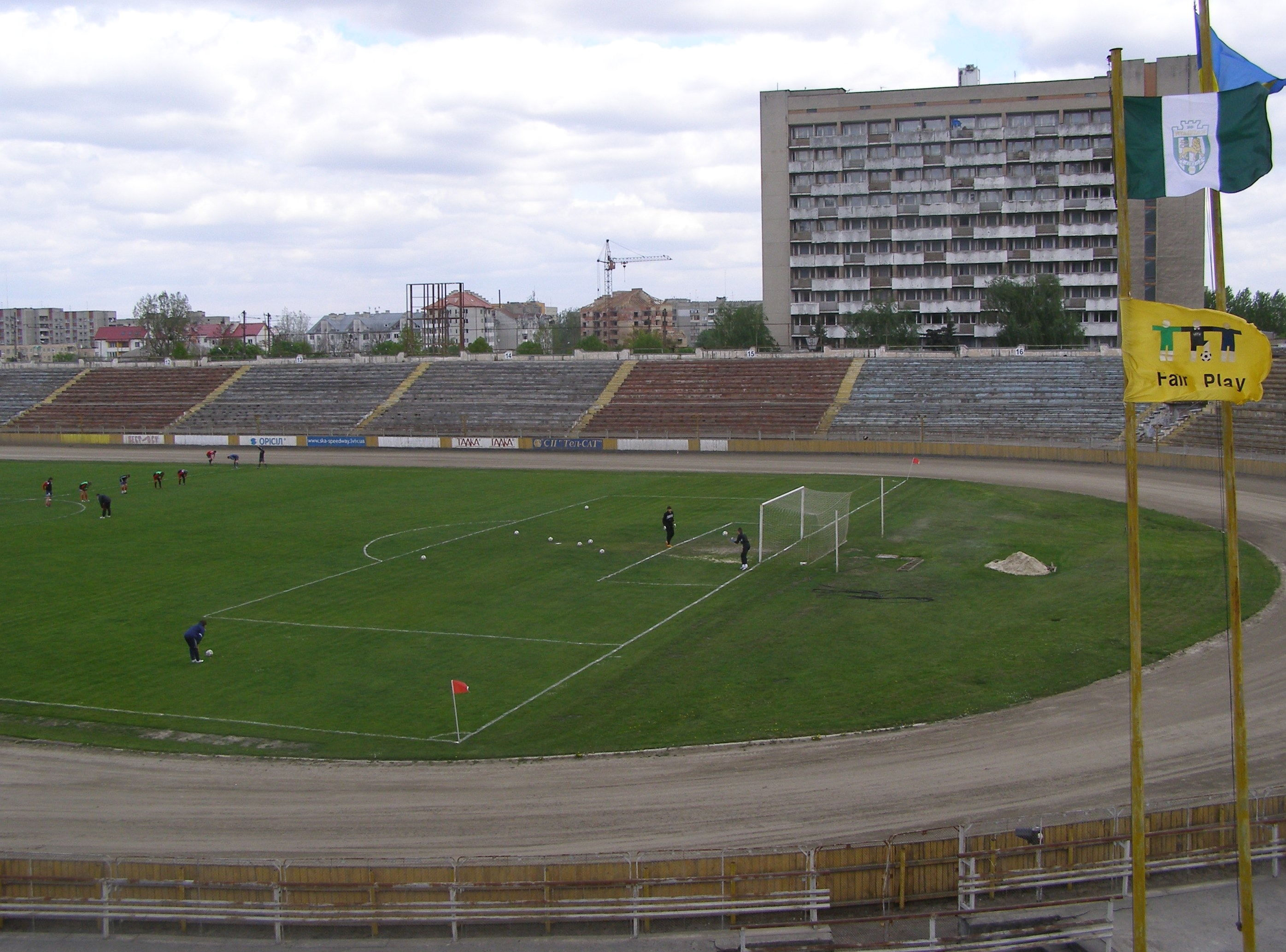
Стадіон СКА
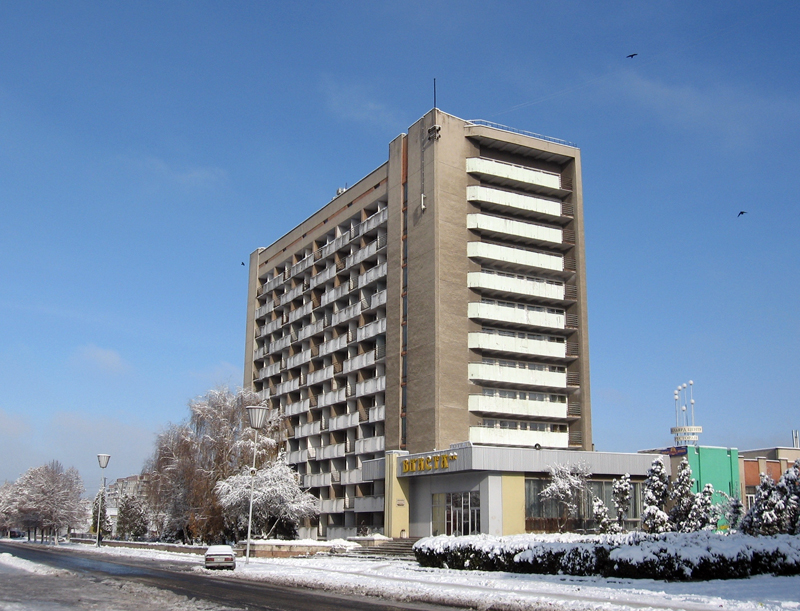
Готель «Власта»
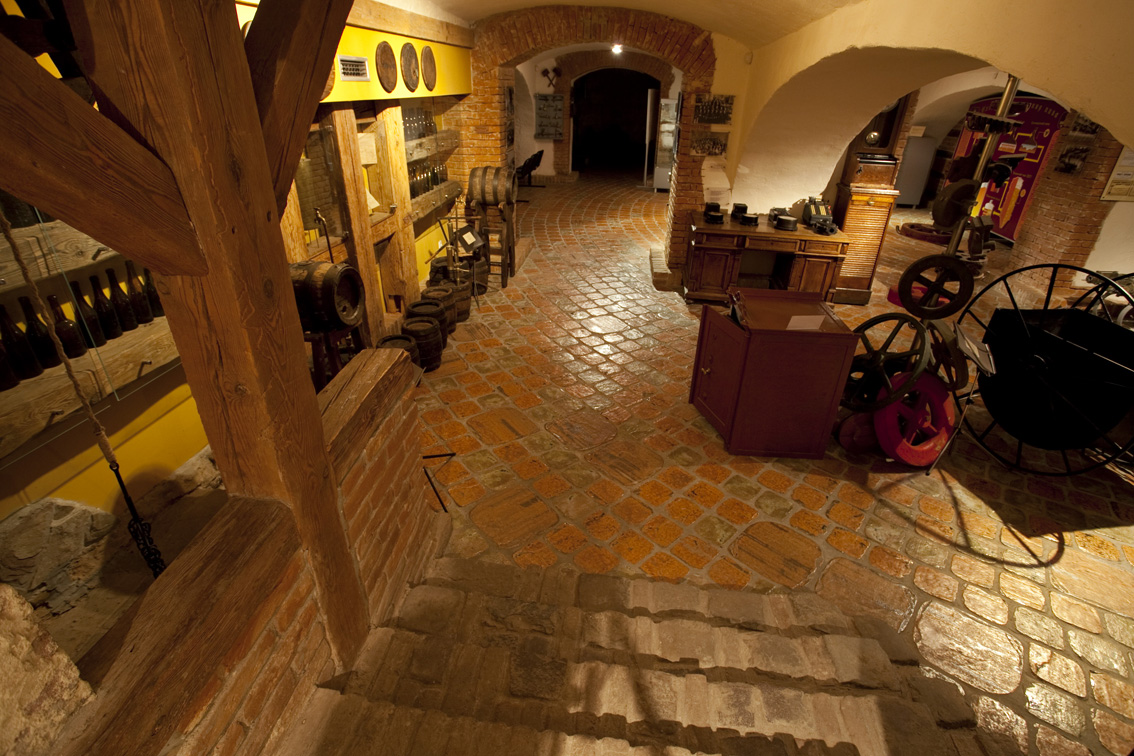
Музей пивоваріння
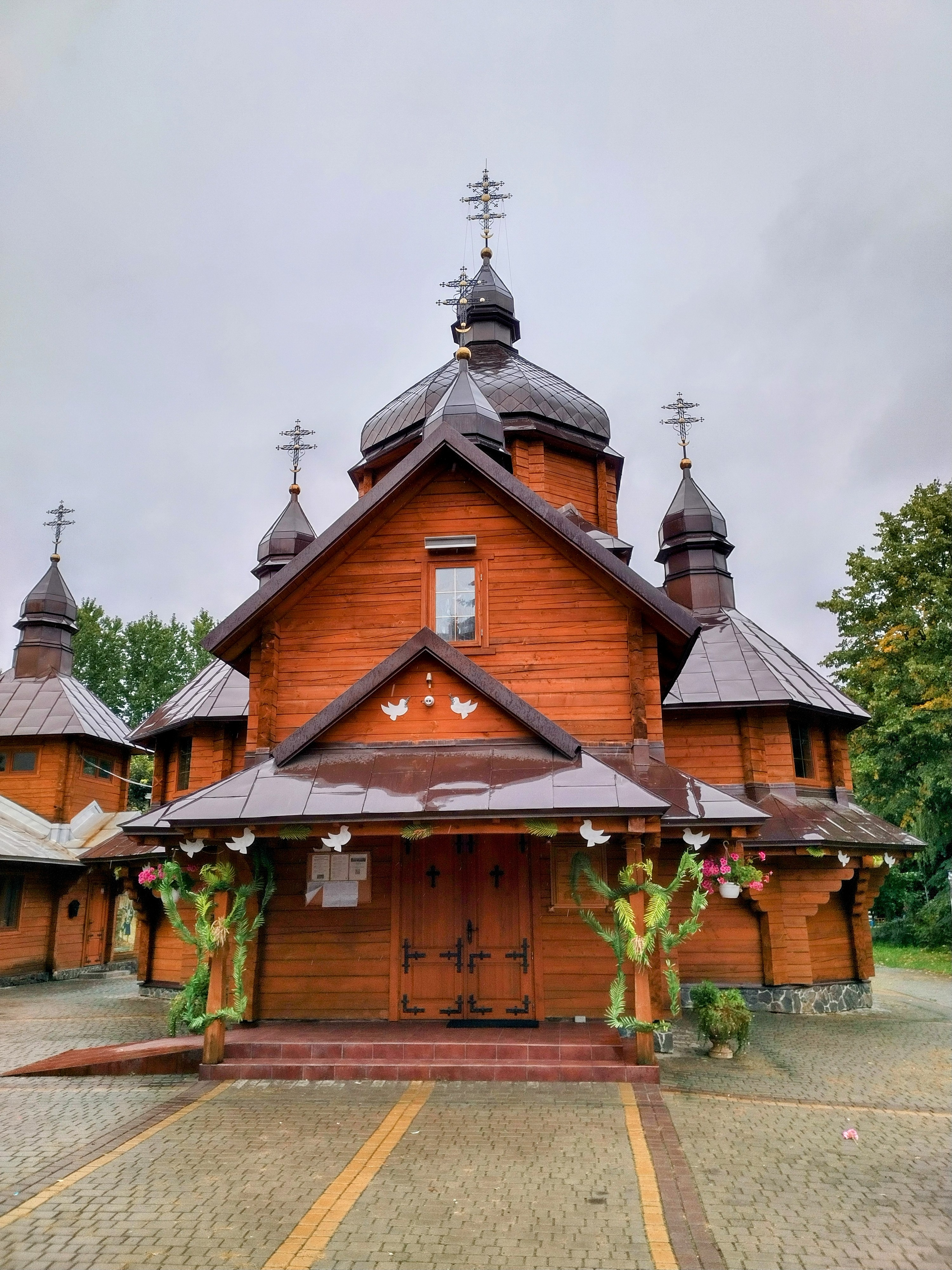
Військовий храм Стрітення Господнього
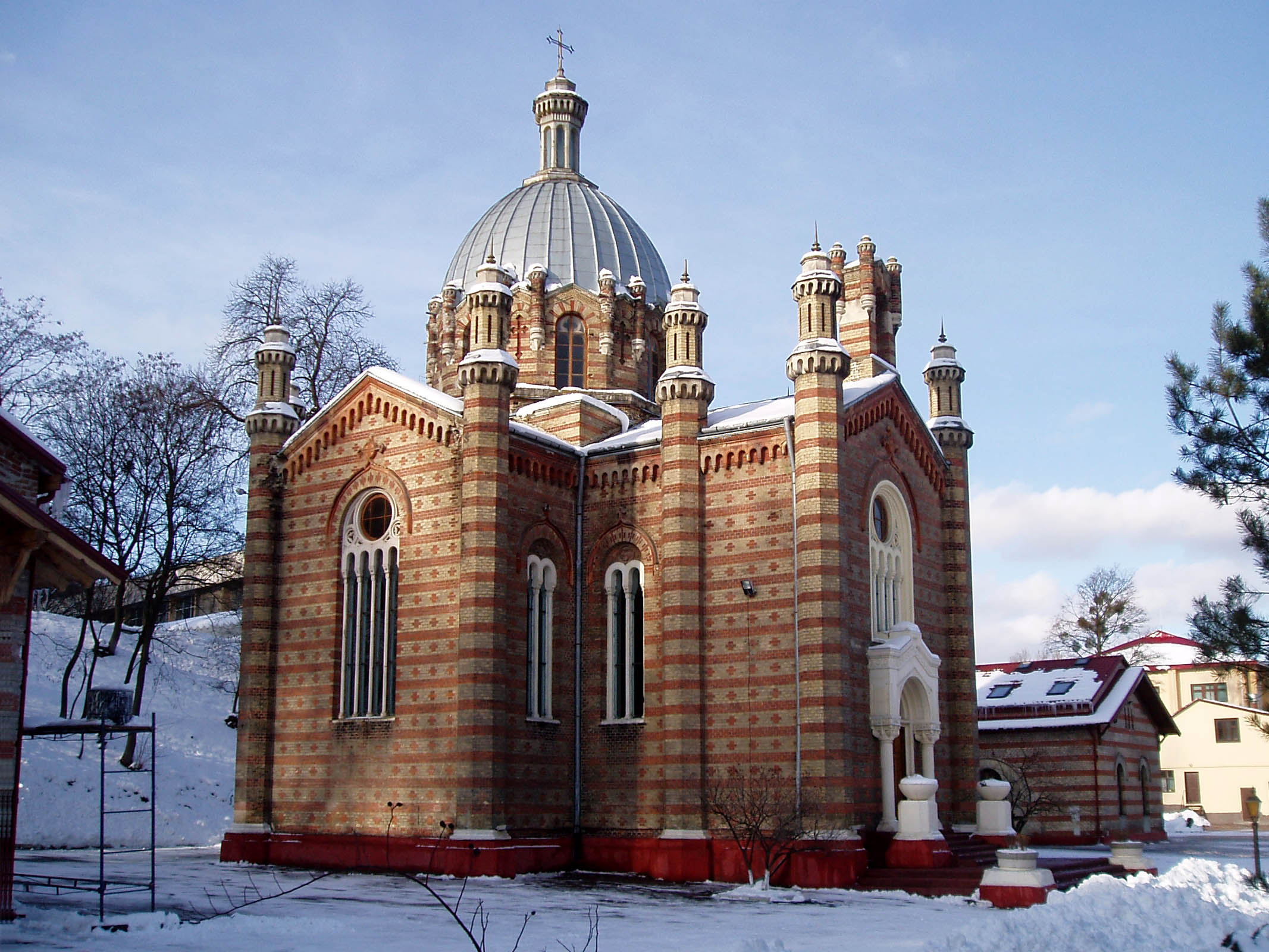
Церква Покрови Пресвятої Богородиці

## Транспорт
На початку 1960-х років, на той час, вулицею Пелехатого було прокладено тролейбусну лінію, якою у напрямку до центру міста курсував тролейбусний маршрут № 4 «пл. Міцкевича—Стадіон СКА», а кінцева зупинка була наприкінці вулиці. У другій половині 1960-х років тролейбусний маршрут № 4 від центру міста продовжено до стадіону «Дружба». Наприкінці 1960-х років тролейбусний маршрут № 4 знов курсував до пл. Міцкевича, після вересня 1971 року — до пл. Підкови, а від 1977 року — до вул. Зернової. В середині 1990-х років тролейбусний маршрут до стадіону СКА скасований.